# Consorci de Biblioteques Universitàries de Catalunya
El Consorci de Biblioteques Universitàries de Catalunya (CBUC), 1996-2013, fou una agrupació de biblioteques amb la missió de millorar els serveis que ofereix a través de la cooperació. Actualment està integrat dins del Consorci de Serveis Universitaris de Catalunya (CSUC), des d'on continua la seva activitat fundacional.
La primera activitat del CBUC va ser crear el Catàleg Col·lectiu de les Universitats de Catalunya (CCUC), però ràpidament es va veure que era possible i beneficiós organitzar un programa de préstec interbibliotecari. Els resultats dels programes inicials van animar a iniciar-ne de nous (compres conjuntes d'equipament, formació, benchmarking…) i sobretot a elaborar el projecte de la Biblioteca Digital de Catalunya.
El CBUC va ser guardonat el juliol de 2015 amb la Placa Narcís Monturiol al mèrit científic i tecnològic.

## Membres[3]
El CBUC estava format per la Generalitat de Catalunya i les següents universitats i institucions:
- Universitat de Barcelona
- Universitat Autònoma de Barcelona
- Universitat Politècnica de Catalunya
- Universitat Pompeu Fabra
- Universitat de Girona
- Universitat de Lleida
- Universitat Rovira i Virgili
- Universitat Oberta de Catalunya (Biblioteca de la UOC)
- Biblioteca de Catalunya

El CBUC també comptava amb d'altres membres associats:
- Universitat Jaume I
- Universitat de Vic
- Universitat d'Andorra
- Universitat de les Illes Balears
- Universitat Ramon Llull
- Universitat Internacional de Catalunya
- Departament de Cultura de la Generalitat de Catalunya
- Museu Nacional d'Art de Catalunya
- Museu d'Art Contemporani de Barcelona

## Estructura i funcionament[4]
El CBUC es constitueix a finals de 1996 com un organisme públic amb personalitat jurídica pròpia. El Consell de Govern estava format per dos representants de cada institució membre, la Comissió Executiva que vetllava pel funcionament del CBUC i la Comissió Tècnica -formada pels directors de les biblioteques - examinava les propostes d'actuació i en feia el seu seguiment. El CBUC tenia una Oficina Tècnica que s'encarregava de les tasques de coordinació i d'implementació del pla anual de treball. L'ànima dels programes del CBUC eren els grups de treball. Aquests estaven formats per tècnics de les biblioteques i es reunien de forma periòdica o ad hoc segons el tema ho requeria.

## Història[1][4]
El Consorci de Biblioteques de Catalunya va néixer amb l'objectiu de millorar els serveis bibliotecaris a través de la cooperació i de la creació d'infraestructures bibliogràfiques i d'informació per a la comunitat universitària i investigadora de Catalunya. Ja el mateix any de la seva fundació, el CBUC va crear el Catàleg Col·lectiu de les Universitats de Catalunya (CCUC), que ara dona accés a més de 10 milions de documents físics.
Més endavant, el 1999, es va crear el servei de contractació conjunta d'informació electrònica, la Biblioteca Digital de Catalunya (BDC). A més, el CBUC també ha creat repositoris cooperatius d'informació electrònica. És el cas de Tesis Doctorals en Xarxa (TDX), de revistes culturals i erudites (RACO), articles científics (RECERCAT), materials docents (MDX) i col·leccions digitals referides a Catalunya (MDC).
El 2014 el CBUC es va fusionar amb un altre consorci universitari especialitzat en tecnologies de la informació (CESCA) per constituir el CSUC. Així, el CBUC es va integrar al CSUC aportant-hi 12 programes d'activitats consolidats, un ampli teixit de membres associats i institucions col·laboradores i un prestigi consolidat, tant a nivell nacional com internacional.